# Белый Яр (Хакасия)
Бе́лый Яр (хак. Хубачар) — село в Республике Хакасия России, райцентр Алтайского района. Центр Белоярского сельсовета.

## География
Расположено на реке Абакан. Расстояние до железнодорожной станции Абакан 25 км. 

## История
История поселения начинается в середине XIX века. Официальной датой основания считается 1848 год. Изначально это был улус Белоярский. В начале XX века на эти земли начали приезжать крестьяне-переселенцы из центральной части России. Именно благодаря им, село выросло в несколько раз.
Изначально центром Алтайского района было село Алтай, но когда выяснилось, что данный населенный пункт имеет невыгодное географическое расположение, райисполком и райком партии перенесли в село Белый Яр. Президиум Верховного Совета РСФСР утвердил это решение 25.09.1951 года. 
В 1962 году в селе был организован совхоз «Алтайский» на базе совхоза «Абакан», колхозов «1 Мая», «Заветы Ильича» и им. Ворошилова.

## Население
| 1959    | 1970  | 1979  | 1989  | 2002  | 2010    | 2013    |
| ------- | ----- | ----- | ----- | ----- | ------- | ------- |
| 3980    | ↗4849 | ↗6258 | ↗7721 | ↗9083 | ↗10 014 | ↗10 112 |
| 2021    |       |       |       |       |         |         |
| ↘10 107 |       |       |       |       |         |         |

По переписи 2010 года постоянное население села составляло 10 014 человек, в том числе: русские, украинцы, белорусы, хакасы, немцы, мордва, эстонцы, кулузаевы, ерахтины.

## Экономика
Крупными предприятиями являются АО «Разрез Изыхский» (угледобыча), Алтайское потребительское общество, районная электростанция, районный промышленный комбинат.  

## Инфраструктура
Действуют районный дом культуры, районная ветлечебница, районная больница, средняя общеобразовательная школа, специальная (коррекционная) школа,  краеведческий музей, библиотека.